# Rene Dierkes
Rene Dierkes (* 12. September 1991 in Nürnberg) ist ein rechtsextremer deutscher Politiker (AfD). Er ist seit 2023 Abgeordneter des Bayerischen Landtages.

## Ausbildung und Beruf
Dierkes studierte von 2011 bis 2016 Rechtswissenschaften an der Julius-Maximilians-Universität Würzburg. Nach dem Referendariat in Schweinfurt war er ab 2019 als Rechtsanwalt in einer Münchener Großkanzlei tätig, bis er sich schließlich im Jahr 2021 als selbständiger Rechtsanwalt niederließ.

## Politische Laufbahn
Rene Dierkes ist seit 2022 Kreisvorsitzender der AfD München-Ost. Er war Veranstalter einer AfD-Demonstration gegen die öffentliche Lesung von Dragqueens in der Stadtbibliothek im Stadtbezirk Bogenhausen. Zudem ist er Schriftführer im Landesvorstand der AfD Bayern.
Außerdem ist Dierkes Mitglied der laut Verfassungsschutz „gesichert rechtsextremistischen“ Jungen Alternative für Deutschland. Dierkes gilt als Anhänger des offiziell aufgelösten völkischen Flügels der AfD.
Bei der Landtagswahl in Bayern 2023 wurde Dierkes über die Wahlkreisliste Oberbayern in den Bayerischen Landtag gewählt.

## Kontroversen
Im September 2021 führte Dierkes bei einer Demonstration ein Reizsprühgerät mit sich. Das Amtsgericht Weilheim verurteilte ihn deshalb zu einer Geldstrafe von 30 Tagessätzen à 80 Euro – insgesamt also 2.400 Euro.
Öffentliches Aufsehen erregte Dierkes, als er im bayerischen Landtagswahlkampf 2023 ein Kopfgeld auf die Namensnennung einer Antifa-Aktivistin in Höhe von 150 Euro aussetzen wollte.
Ebenfalls Aufsehen erregte die 2020 erfolgte Beschwerde eines AfD-Mitglieds, Dierkes habe „auf Facebook anstößige und menschenverachtende Einträge veröffentlicht“. Dabei ging es unter anderem um eine Abbildung, die Angela Merkel an einem Galgen hängend zeigte. In der dazugehörigen Bildunterschrift hieß es: „Wir schaffen das!“. An anderer Stelle setzte sich Dierkes für den aus der AfD ausgeschlossenen Brandenburger Politiker Andreas Kalbitz ein; dabei gebrauchte er folgende Worte: „Selbst, wenn er [Kalbitz] die Reinkarnation von Hitler wäre: Wer gute Partei-Arbeit leistet, gehört in die AfD!“ Auf eine BR-Anfrage distanzierte sich Dierkes hingegen: „Das Merkel-Bild stammt nicht von mir. Auch die Äußerung mit der Reinkarnation wurde so von mir nicht getroffen.“
Im Frühjahr 2024 verbreitete Dierkes eine Bildmontage eines dunkelhäutigen Mannes in Kapuzenpullover. Daneben stand „Einladung zur Veranstaltung. DR. FUKKEN MANN. Listenplatz 1“. Dazu schrieb Dierkes „Am 1. September #CDULeipzig!“, was wohl eine Reaktion auf Wahlplakate der Leipziger CDU in arabischer und türkischer Sprache darstellen sollte. Dierkes´ Post wurde vielfach als rassistisch kritisiert.
In der Urteilsbegründung des Bayerischen Verwaltungsgerichts München wegen der Beobachtung der AfD durch den Bayerischen Verfassungsschutz wird mehrfach Dierkes erwähnt. So sei „die Forderung nach ‚Remigration‘ von nicht ausreichend ‚assimilierten‘ Deutschen mit Migrationshintergrund“ Dierkes zuzuschreiben, etwa durch Teilen von X-Beiträgen Martin Sellners. Weitere Social-Media-Beiträge Dierkes werden als Beispiele dafür angeführt, dass „von Mitgliedern bzw. Untergliederungen der AfD zudem Angst vor sowie Hass gegenüber Menschen muslimischen Glaubens und Menschen mit Migrationshintergrund geschürt“ werde.
Nach dem Anschlag in München 2025 ist Dierkes in einem Live-Video zu sehen, das AfD-Politiker beim Niederlegen von Blumen zeigt. Der AfD-Landesvorsitzende Stephan Protschkas sagte dabei: „Wir stellen uns hin, legen die Blumen nieder und gehen wieder. Unsere Show haben wir gehabt.“ Darauf reagierte Dierkes mit den Worten „Das können wir gut verwerten“. Mit beteiligt war auch der Landtagsabgeordnete Matthias Vogler. Daraufhin erntete die AfD Kritik, da sie „Wahlkampf auf dem Rücken der Opfer“ betreibe und es ihr „nur um die Show“ gehe.